# First (berg)
De First is een berg in de Berner Alpen ten noorden van Grindelwald. De top van de berg is met een gondelbaan vanuit het dorp bereikbaar. In de winter is de berg 2166 meter) het uitgangspunt voor vele skiafdalingen en in de zomer het begin van vele wandelingen. In het bijzonder zijn de wandelingen naar de Bachalpsee en de Faulhorn bekend geworden vanwege het spectaculaire panorama op hoge toppen zoals de Eiger, Mönch, Jungfrau en Schreckhorn.

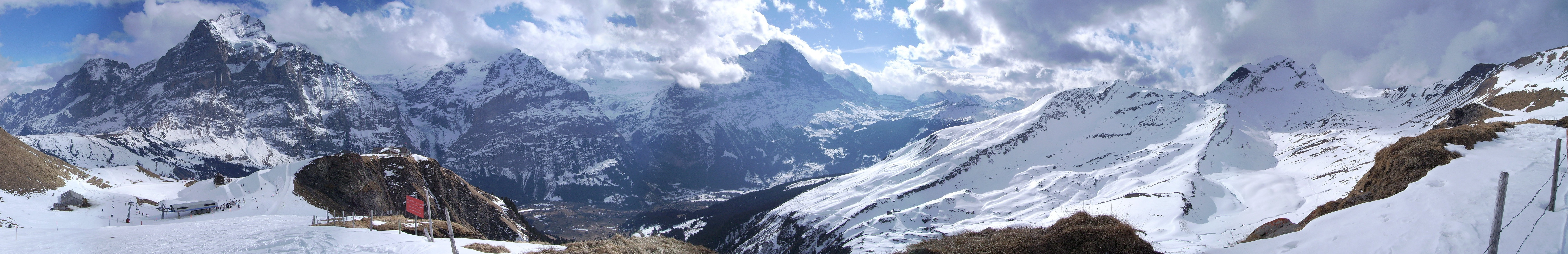
Panorama Grindelwald gezien vanaf First